# Paremballonura tiavato
Paremballonura tiavato är en fladdermus i familjen frisvansade fladdermöss som förekommer på Madagaskar. Arten listades fram till 2012 tillsammans med Paremballonura atrata i släktet Emballonura.

## Utseende
Vuxna exemplar är 40 till 46 mm långa (huvud och bål), har en 15 till 18 mm lång svans och väger 2,7 till 3,8 g. De har 35 till 41 mm långa underarmar, cirka 5 mm långa bakfötter och 11 till 14 mm stora öron. Den långa och mjuka pälsen på ovansidan har en ljus gråbrun färg och undersidans päls är ljusbrun. Arten har öron med spetsig topp. I överkäken finns per sida två framtänder, en hörntand, två premolarer och tre molarer. I underkäken förekommer ytterligare en framtand per sida.

## Utbredning
Arten lever på norra och på västra Madagaskar. Den vistas i låglandet och i kulliga områden upp till 330 meter över havet. Individerna har främst ursprungliga skogar som habitat.

## Levnadssätt
Paremballonura tiavato vilar i små grottor och under överhängande klippor. I grottorna vilar cirka 20 individer tillsammans. Den använder ibland byggnader som sovplats. Arten jagar fjärilar och andra insekter ovanför vattendrag. Denna fladdermus börjar sin jakt på byten under skymningen. Mellan december och februari dokumenterades honor som var dräktiga med en unge. Ungarna föds i februari.

## Hot
Beståndet hotas främst av svedjebruk och av trädfällningar för produktionen av träkol. Paremballonura tiavato besväras när grottorna besöks av människor eller när gruvdrift etableras. Populationen är fortfarande stor. IUCN listar arten som livskraftig (LC).